# Dan Burn
Daniel Johnson Burn (conegut com a Dan Burn, 9 de maig de 1992) és un futbolista professional anglès que juga de defensa pel Newcastle United Football Club de la Premier League.